# Граафов пузырёк

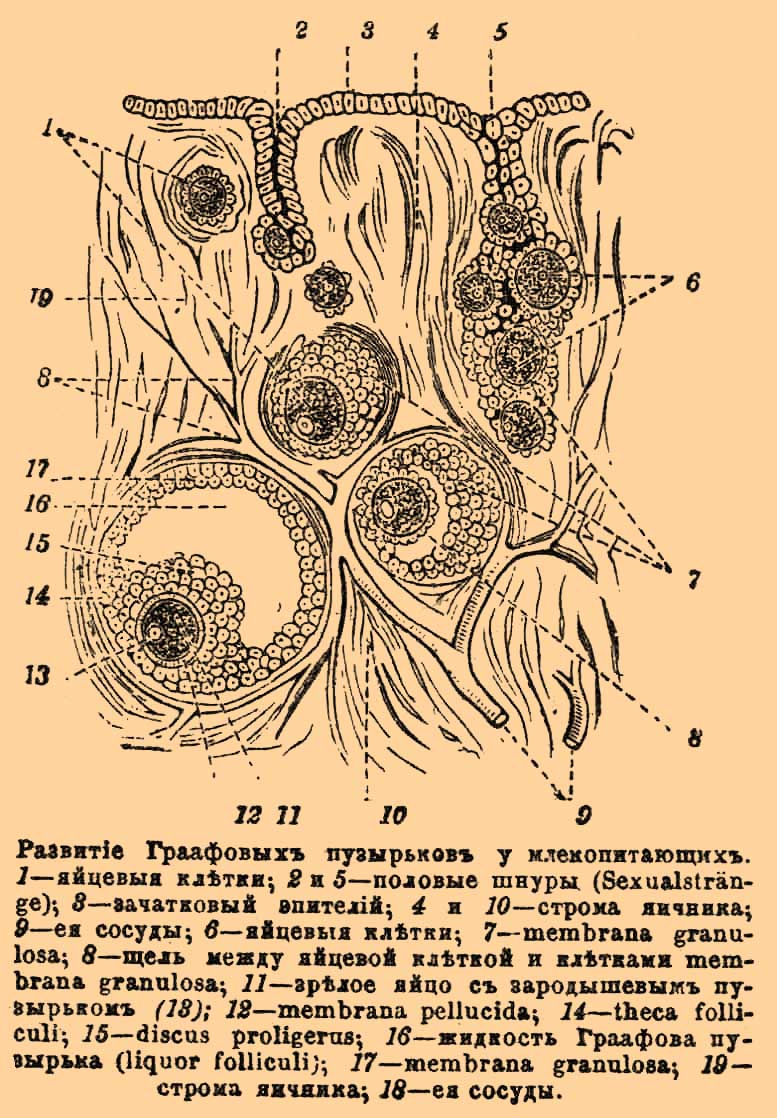
Рисунок из «ЭСБЕ»

Граафов пузырёк (по имени Р. Граафа) — мешочек, заключающий в себе яйцеклетку в яичниках млекопитающих (у женщины диаметр пузырька 10-15 мм). Развился под воздействием фолликулостимулирующего гормона.
Достигнув зрелости, граафов пузырёк лопается, ооцит выступает из него на поверхность яичника, откуда переходит в трубу яйцевода. Разрыв одного или нескольких пузырьков явление периодическое. У женщин повторяется ежемесячно и составляет сущность овуляции.
Открыт в яичнике женщин Нидерландским врачом Ренье де Граафом.